# Eupithecia soricella
Eupithecia soricella là một loài bướm đêm trong họ Geometridae.